# Andrzej Wall
Andrzej Roman Wall (ur. 14 grudnia 1936 w Warszawie, zm. 6 lutego 2020) – polski ortopeda, prof. dr hab.

## Życiorys
W 1960 ukończył studia medyczne w Akademii Medycznej im. Piastów Śląskich, w 1969 obronił pracę doktorską  Zagadnienie zmian torbielopochodnych kości w odniesieniu do rozpoznania i postępowania leczniczego, w 1979 habilitował się na podstawie pracy zatytułowanej Badania nad wpływem usytuowania kręgosłupa lędźwiowego i obciążeń w etiopatogenezie kręgozmyku. W 1989 nadano mu tytuł profesora nadzwyczajnego w zakresie nauk medycznych, a 16 lipca 1995 tytuł profesora zwyczajnego.
Był profesorem zwyczajnym i dyrektorem Instytutu Fizjoterapii Wyższej Szkoły Fizjoterapii we Wrocławiu, prezesem Polskiego Towarzystwa Ortopedycznego i Traumatologicznego i kierownikiem Katedry i Kliniki Ortopedii i Traumatologii Narządu Ruchu Wydziału Lekarskiego Kształcenia Podyplomowego Akademii Medycznej im. Piastów Śląskich we Wrocławiu.
Zmarł 6 lutego 2020. Pochowany na Cmentarzu Grabiszyńskim we Wrocławiu.

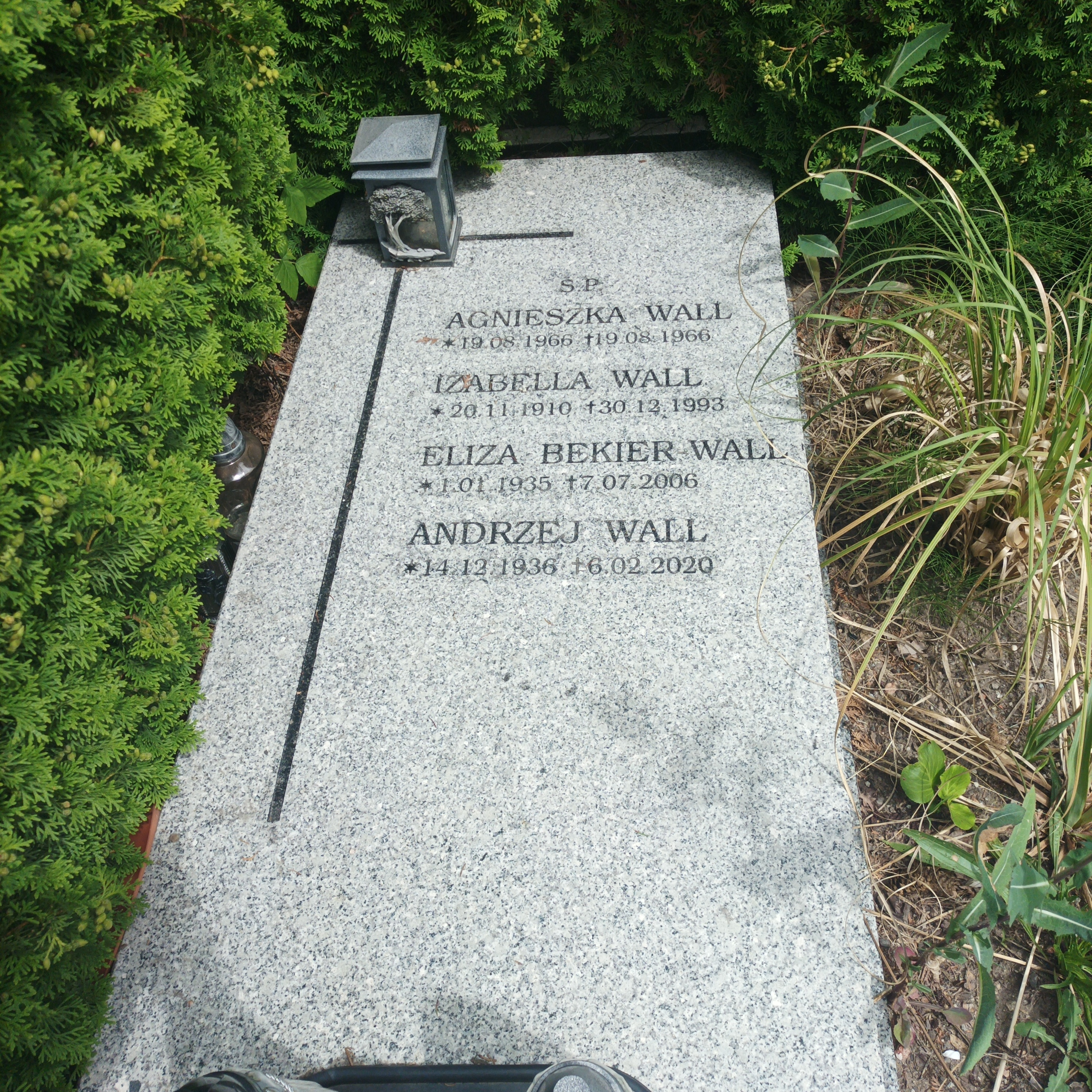
Grób prof. Andrzeja Walla na Cmentarzu Grabiszyńskim